# Paroplitis vietnamensis
Paroplitis vietnamensis is een insect dat behoort tot de orde vliesvleugeligen (Hymenoptera) en de familie van de schildwespen (Braconidae). De wetenschappelijke naam van de soort werd voor het eerst geldig gepubliceerd door van Achterberg en Fernandez-Triana in 2013.